# Панаїтан
Панаїтан (індонез. Pulau Panaitan, англ. Panaitan,  Prince's Island, дослівно — «острів принца») — острів, що лежить у Зондській протоці між островами Суматра і Ява, поблизу останнього. Адміністративно належить до регіону Пандегланг індонезійської провінції Бантен. Уся територія Панаїтана входить до складу Національного парку Уджунг Кулон, що є одним з об'єктів Світової спадщини ЮНЕСКО в Індонезії.
Острів має вулканічне походження (хоча вивержень за всю історію спостережень не зафіксовано) і майже не постраждав під час виверження вулкана Кракатау 1883 року, лише північну частину зачепило цунамі.
Океанські хвилі поблизу Панаїтана приваблюють серфінгістів.
| Індонезія | Це незавершена стаття з географії Індонезії. Ви можете допомогти проєкту, виправивши або дописавши її. |

1. ↑  http://hdl.handle.net/1885/107538
2. ↑  Indonesian Minister of Home Affairs Decree Number 050-145 of 2022